# Espagne (schip, 1909, Antwerpen)
De SS Espagne was een Belgisch vrachtschip dat op 25 december 1917 getorpedeerd werd door een Duitse onderzeeër in het Kanaal nabij het eiland Wight terwijl het onderweg was van Le Havre naar Newport (Monmouthshire).

## Constructie
De Espagne werd op 6 februari 1909 met werfnummer 40 te water gelaten op de werf Chantiers Navals Anversois te Hoboken. Het schip werd vervolgens binnen een maand afgebouwd en opgeleverd. Eigenaar was de scheepvaartmaatschappij Adolf Deppe uit Antwerpen.
Het schip was 71,78 m lang, 11 m breed en had een diepgang van 3,7 m. Het tonnage werd vastgesteld op 1463 BRT. De Espagne had een triple-expansie compound-stoommachine die één schroef aandreef. De benodigde stoom werd geleverd door twee boilers en de machine had een vermogen van 150 pk. De machine was gefabriceerd door the North East Marine Engine Co Ltd. in Hartlepool, County Durham.

## Getorpedeerd
Op 25 december 1917 was de Espagne ongeladen onderweg van Le Havre in Frankrijk naar Newport (Monmouthshire) in het Verenigd Koninkrijk. Om 6.35 uur werd hij geraakt door een torpedo van de UC-71 onder commando van Cdt. Ernst Steindorff. Het schip zonk naar een diepte van meer dan 40 meter. Van de 24 opvarenden kwamen er 21 om het leven. De drie anderen werden gered.

## Het wrak
Het wrak ligt op meer dan 40 meter diepte en is grotendeels vernield. De motor ligt op zijn kant met aan elk einde een ketel. Positie: 50°26'30"NB - 01°29'31"WL.